# Martin T. McMahon

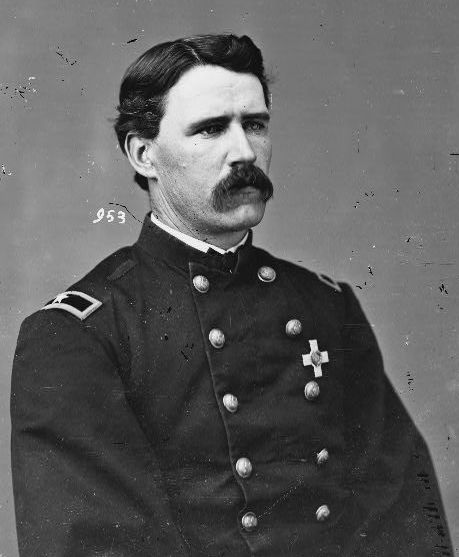
Martin T. McMahon

Martin Thomas McMahon (21 de março de 1838 - 21 de abril de 1906) foi um jurista americano e oficial do Exército da União durante a Guerra Civil Americana. Ele foi premiado com a mais alta condecoração militar dos Estados Unidos, a Medalha de Honra, por suas ações na Batalha de White Oak Swamp. Após a guerra, ocupou vários cargos legais e judiciais no estado de Nova York. Ele serviu brevemente como Ministro Residente no Paraguai e foi Senador do Estado de Nova York por quatro anos.

## Guerra da Tríplice Aliança
Enquanto em seu serviço como Embaixador no Paraguai, ele viu a eclosão da Guerra do Paraguai, também conhecida como Guerra da Tríplice Aliança. Foi um feroz defensor de Francisco Solano López e escreveu muitos artigos muito favoráveis aos paraguaios.